# Esther Ballestrino
Esther Balestrino de Careaga (Rio Negro, 20 de enero de 1918-17 o 18 de diciembre de 1977), conocida también como "Teresa", fue una maestra, doctora en bioquímica y activista social paraguaya.
Notable por ser una de las fundadoras de la asociación de las Madres de Plaza de Mayo, dedicada a buscar a los desaparecidos durante el terrorismo de Estado en Argentina, motivo por el cual fue secuestrada, torturada y asesinada.

## Su vida
Esther Ballestrino nació en la ciudad uruguaya de Fray Bentos, en el departamento de Rio Negro, Se mudaron al Paraguay, su madre Francisca era Paraguaya y su padre Uruguayo, se mudaron a Paraguay cuando era pequeña. Tuvo 2 hermanas (Gladys Yolanda y Olga de Jesus) y 2 hermanos (Zapican y Artigas) Fueron Bautizados todos en 1925 en la iglesia de San Pedro departamento de Itapua. Se recibió de maestra y de Doctora en Bioquímica y Farmacia en la Universidad Nacional de Asunción. 
Según el escritor paraguayo Roberto Paredes, Esther nació en el Uruguay y su infancia la pasó en el Paraguay, específicamente en la ciudad de Encarnación.
En Paraguay Esther se identificó con las ideas del Partido Revolucionario Febrerista, un movimiento de ideas socialistas y, en la década del '40 fundó el Movimiento Femenino del Paraguay, del que fue su primera secretaria general. Perseguida por la dictadura militar de Higinio Morínigo se refugió en la Argentina en 1947, donde contrajo matrimonio con Raymundo Careaga, con quien tuvo tres hijas.
Jorge Bergoglio, actualmente el Papa Francisco, tuvo una relación con Esther ya que ella fue su jefa. El recuerdo de Bergoglio está cargado de afecto: "La quería mucho. Recuerdo que cuando le entregaba un análisis, me decía: ‘Ché… ¡qué rápido lo hiciste!’. Y enseguida, me preguntaba: ‘¿Pero este dosaje lo hiciste o no?’ Entonces, yo le respondía que para qué lo iba a hacer si, después de todos los dosajes de más arriba, ese debía dar más o menos así. ‘No, hay que hacer las cosas bien’, me reprendía. En definitiva, me enseñaba la seriedad del trabajo. Realmente le debo mucho a esa gran mujer”. En otra oportunidad, en 2010 frente a un tribunal oral federal, el entonces arzobispo de Buenos Aires agregó más detalles: “Una mujer con mucho sentido del humor, que me introdujo en el mundo de la política. Era una febrerista, del Partido Febrerista Paraguayo, exiliada aquí. Me hacía leer varias cosas, los artículos de Barletta, por ejemplo, conversábamos sobre eso, los comentábamos. Le debo mucho a esa mujer. Después, a pesar de que yo era cura, seguimos siendo amigos”. 
El 24 de marzo de 1976 se produjo un golpe de Estado en la Argentina que instaló un régimen fundado en el terrorismo de Estado. Sus dos yernos, Manuel Carlos Cuevas e Yves Domergue fueron secuestrados y desaparecidos, y su hija Ana María Careaga, con tres meses de embarazo, fue secuestrada el 13 de junio de 1977, para ser llevada y torturada en el centro clandestino de detención Club Atlético.
Esther comenzó entonces a organizarse con otros familiares de desaparecidos y a participar de las rondas en la Plaza de Mayo que originaron la asociación Madres de Plaza de Mayo y a colaborar con Familiares de Desaparecidos y Detenidos por Razones Políticas y la Liga Argentina por los Derechos del Hombre. 
En octubre de 1977 Ana María fue liberada y tanto Esther como sus tres hijas se refugiaron primero en Brasil y luego en Suecia. Sin embargo, volvió a la Argentina poco después. Las otras madres entonces quisieron persuadirla que era muy peligroso quedarse y que debía volver a Suecia. Su hija Ana María cuenta que su madre contestó: "No, voy a seguir hasta que aparezcan todos".

## Desaparición, secuestro, tortura y asesinato
Entre el jueves 8 de diciembre y el sábado 10 de diciembre de 1977 el Grupo de tareas 3.3.2 bajo el mando de Alfredo Astiz secuestró a un grupo de 12 personas vinculadas a la Madres de Plaza de Mayo. Entre ellas se encontraba Esther Ballestrino, junto con las otras fundadoras de Madres de Plaza de Mayo Azucena Villaflor y María Ponce, y las monjas francesas Alice Domon y Léonie Duquet. 
Esther fue secuestrada el 8 de diciembre con la mayor parte del grupo en la Iglesia Santa Cruz ubicada en el barrio de San Cristóbal de la ciudad de Buenos Aires, donde solían reunirse.
Fue llevada directamente al centro clandestino de detención ubicado en la Escuela de Mecánica de la Armada (ESMA), bajo el control de la Marina Argentina, donde fue recluida en el sector denominado "Capucha". Allí permaneció aproximadamente 10 días, lapso durante el cual fue constantemente torturada. En el Informe Nunca Más los testigos Maggio y Cubas, sobrevivientes de la ESMA, relataron lo que sabían sobre su suerte: 

... Lo mismo sucedió con las religiosas francesas Alice Domon y Leonie Renée Duquet. Tuve oportunidad personal de hablar con la hermana Alice, ya que fue llevada junto con la hermana Renée al tercer piso del Casino de Oficiales de la ESMA, lugar donde me encontraba cautivo. Esto ocurre alrededor del 11 o 12 de diciembre. Es cuando me cuenta que había sido secuestrada en una iglesia, conjuntamente con familiares de desaparecidos. Luego supe que eran 13 personas... Luego fueron «trasladadas» junto con las once personas restantes. Los rumores internos fundamentados por el apresuramiento con que se sacó de allí a estas personas, indicaban el asesinato de las mismas. (Testimonio de Horacio Domingo Maggio, Legajo N° 4450).

Probablemente el día 17 o 18 de diciembre de 1977, Esther y el resto del grupo, fueron "trasladadas" al aeropuerto militar que se encuentra en el extremo sur del Aeroparque de la ciudad de Buenos Aires, subidos sedados a un avión de la Marina y arrojadas vivas al mar frente a la costa de Santa Teresita, muriendo al chocar contra el agua.

## Identificación de su cuerpo y entierro

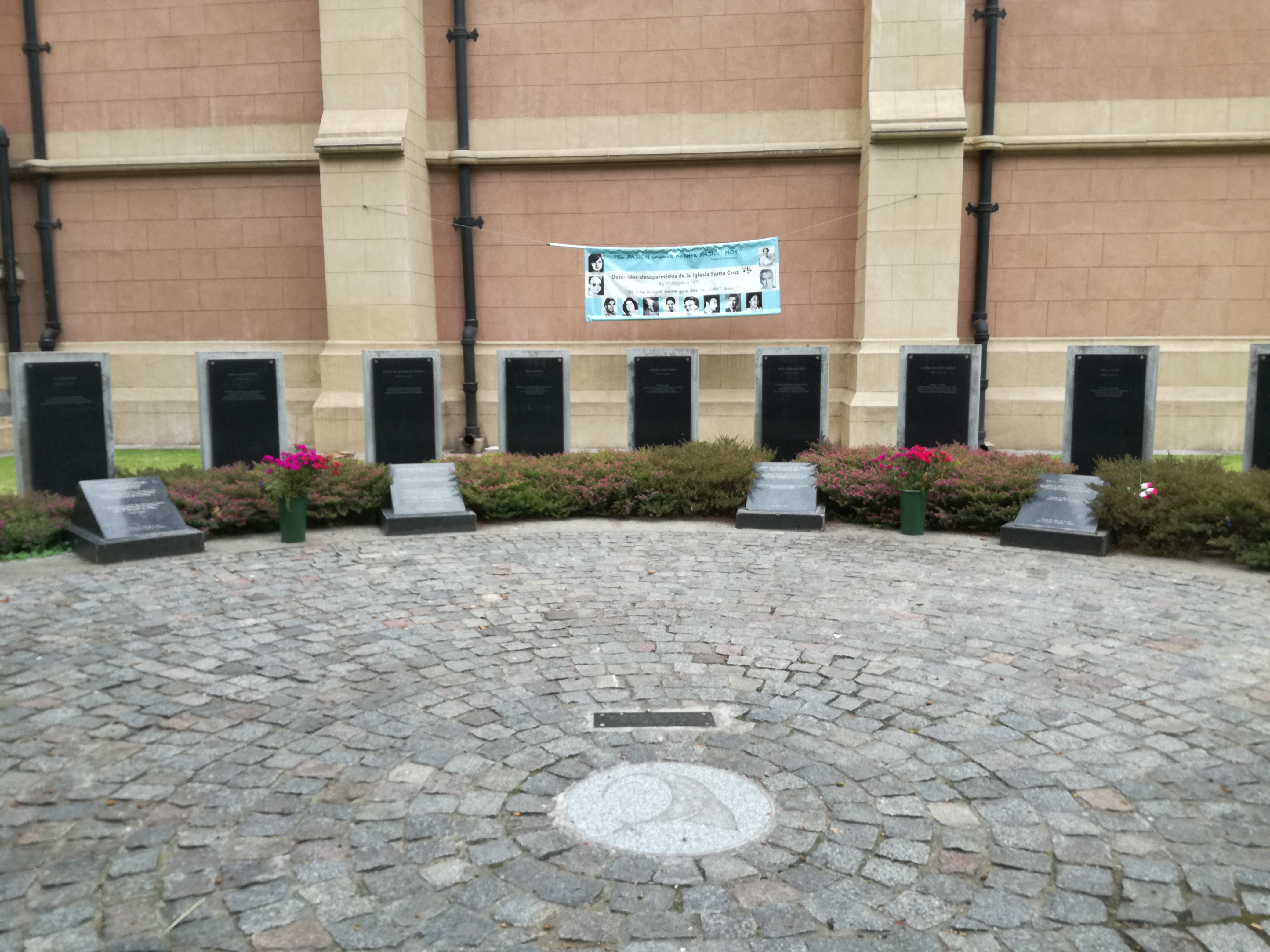
Solar de la Memoria en la Iglesia de la Santa Cruz, donde se encuentran los restos de Esther Ballestrino, juntos a los de Azucena Villaflor, María Ponce y Léonie Duquet.

El 20 de diciembre de 1977 comenzaron a aparecer cadáveres provenientes del mar en las playas de la provincia de Buenos Aires a la altura de los balnearios de Santa Teresita y Mar del Tuyú. Los médicos policiales que examinaron los cuerpos en esa oportunidad registraron que la causa de la muerte había sido "el choque contra objetos duros desde gran altura", como indicaban el tipo de fracturas óseas constatadas, sucedidas antes de la muerte. Sin realizar más averiguaciones las autoridades locales dispusieron de inmediato que los cuerpos fueran enterrados como NN en el cementerio de la cercana ciudad de General Lavalle.
En 1984 en el marco de la investigación de la CONADEP y del Juicio a las Juntas se habían realizado excavaciones en el cementerio de General Lavalle, encontrándose una gran cantidad de restos óseos provenientes de los cadáveres hallados en las playas de San Bernardo y Lucila del Mar. Estos restos fueron utilizados en el juicio a las Juntas y guardados luego en 16 bolsas.
A partir de entonces el juez Horacio Cattani empezó a acumular causas sobre desaparecidos. A pesar de las leyes de Punto Final y Obediencia Debida, que paralizaron las investigaciones, Cattani logró armar en 1995 un archivo de 40 metros cuadrados donde alojar todas esas pruebas.
En 2003 el intendente de General Lavalle informó que se habían localizado nuevas tumbas de NN en el cementerio de la ciudad. El juez Cattani ordenó entonces realizar nuevas excavaciones con el Equipo Argentino de Antropología Forense (EAAF), descubriéndose dos líneas de tumbas, una por encima de la otra. Se descubrieron así 8 esqueletos, 5 correspondientes a mujeres, 2 correspondientes a varones y uno, clasificado como GL-17, que se definió como "probablemente masculino".
Cattani mandó los huesos al laboratorio de Inmunogenética y Diagnóstico Molecular (LIDMO) de Córdoba, perteneciente al EAAF. Los resultados del laboratorio fueron determinando que los restos pertenecían al grupo de secuestrados entre los días 8 y 10 de diciembre de 1977. El 8 de julio de 2005 el juez Cattani recibió el informe estableciendo que uno de los restos individualizados pertenecían a Esther Ballestrino de Careaga.
El día 24 de julio de 2005, 28 años después de haber sido asesinada, Esther Ballestrino de Careaga fue enterrada en el jardín de la Iglesia Santa Cruz, en Buenos Aires, junto a María Ponce de Bianco, una de las tres madres secuestradas con ella. Con posterioridad también fueron sepultadas allí la Hermana Léonie Duquet y la activista Ángela Auad. Las cenizas de Azucena Villaflor fueron esparcidas en la Plaza de Mayo.

## Conocimiento por parte del gobierno de los Estados Unidos
Documentos secretos del gobierno de los Estados Unidos desclasificados en 2002 prueban que el gobierno norteamericano sabía desde 1978 que los cuerpos sin vida de las monjas francesas Alice Domon y Léonie Duquet y las madres de Plaza de Mayo Azucena Villaflor, Esther Ballestrino de Careaga y María Ponce, habían sido encontradas en las playas bonaerenses. 
El dato está incluido en Documento N.º 1978-BUENOS-02346 dirigido por el entonces Embajador de Estados Unidos en la Argentina, Raúl Castro, al Secretario de Estado de los Estados Unidos, lleva fecha del 30 de marzo de 1978 y menciona como objeto "Informe sobre monjas muertas". Textualmente el documento dice:

1. A.F.P. Marzo 28 Historia recopilada en Paris informa que los cuerpos de dos monjas francesas (Alicia Doman y Renee Duguet) que fueron secuestradas a mediados de diciembre con otros once activistas de derechos humanos fueron identificados entre los cuerpos cerca de Bahía Blanca. 2. Buenos Aires estaba llena de ciertos rumores desde hace un mes sobre constancias del descubrimiento de un número de cadáveres llevados a la playa por vientos inusualmente fuertes a lo largo del mar atlántico en puntos cercanos a la boca del Río de la Plata unas 300-350 millas al norte de Bahía Blanca (Ver Buenos Aires 1919 para control) 3. (Sección en borrada) que estuvo tratando de rastrear estos rumores tiene información confidencial de que las monjas fueron secuestradas por agentes de seguridad argentinos y en algún momento fueron transferidas a la localidad de Junín que se encuentra cerca de 150 millas al oeste de Buenos Aires. 4. La Embajada también tiene información confidencial obtenida a través de una fuente (protegida) del gobierno argentino de que siete cuerpos fueron descubiertos hace algunas semanas en la playa atlántica cerca de Mar del Plata. De acuerdo a esta fuente, los cuerpos eran los de las dos monjas y cinco madres que desaparecieron entre el 8 y el 10 de diciembre de 1977. Nuestra fuente confirma que estos individuos fueron secuestrados por miembros de las fuerzas de seguridad actuando bajo su amplio mandato contra terroristas y subversivos. La fuente además declaró que pocos individuos en el GOA estaban al tanto de esta información. 5. Esta fuente ha informado verazmente en el pasado y tenemos razones para creer que tiene conocimiento sobre cuestiones de desapariciones. La Embajada solicita que su informe sea protegido para evitar comprometer una fuente que ha probado ser útil en proveer información concerniente a individuos perdidos o desaparecidos. CASTRO